# Olza
Olza je vesnice v Polsku v okrese Wodzisław, ležící na pravém břehu řeky Olše (v polštině a těšínském nářečí Olza) a na pravém břehu odry Odry, u soutoku Odry a Olše, na česko-polské státní hranici, v gmině Gorzyce, ve Slezském vojvodství. V roce 2008 měla 1699 obyvatel. Žije zde přibližně 1 500 obyvatel.

## Historie
Vesnice byla zahrnuta do gminy Gorzyce, která je zmiňována již ve 13. století v souvislosti placení desátku pro klášter benediktýnů v Týnci u Krakova.
V letech 1975–1998 byla podřízená Katovickému vojvodství.
V obci se nachází kaple z roku 1801, která byla 30. dubna 1999 zapsána do registru památek pod číslem A/4/99.

## Doprava
Vesnicí prochází silnice 78. Železniční nádraží je na železnici Wodzisław Śląski – Bohumín s odbočkami do Ratiboře a Pšova.

## Další informace
Do Olzy vede také několik cyklostezek. Mezi rybníky je stání pro obytná auta a karavany Europa. Jihozápadně od Olzy se nachází polská vesnice Zabełków, západnim směrem se nachází polská vesnice Uchylsko a jižním směrem se nachází česká vesnice Kopytov (část obce Šunychl).